# Stijn Desmet
Pour les articles homonymes, voir Desmet.
Stijn Desmet, né le 10 avril 1998 à Duffel en Belgique, est un patineur de vitesse sur piste courte belge.

## Biographie
Stijn Desmet commence le short-track en 2008.
Sa grande sœur est Hanne Desmet. Il est entraîné par Pieter Gysel, aux côtés de sa sœur, aux Pays-Bas. Il est porteur d'un trouble du déficit de l'attention avec ou sans hyperactivité.
Aux Jeux olympiques de la jeunesse d'hiver de 2016, il est quatrième au 500 mètres, septième au 1000 mètres et remporte l'équipe de relais mixte.
En août 2021, il tombe avec Bram Steenaart à l'entraînement et se blesse l'os du tibia. Au cours de la saison de Coupe du monde de patinage de vitesse sur piste courte 2021-2022, il arrive cinquième au 500 mètres sur une manche et septième au 1000 mètres le même jour, ce qui le met en neuvième position du classement général.
Il participe aux épreuves de patinage de vitesse sur piste courte aux Jeux olympiques de 2022 sur le 1000 mètres. En janvier de la même année, il souffre d'une infection bactérienne du pied, qui lui fait rater plusieurs entraînements.

### Championnats d'Europe 2024
Aux Championnats d'Europe de patinage de vitesse sur piste courte 2024 à Gdańsk, il est médaillé d'argent avec le relais masculin et médaillé de bronze sur le 500, 1000 mètres et avec le relais mixte.